# Trapeza (Opfer)

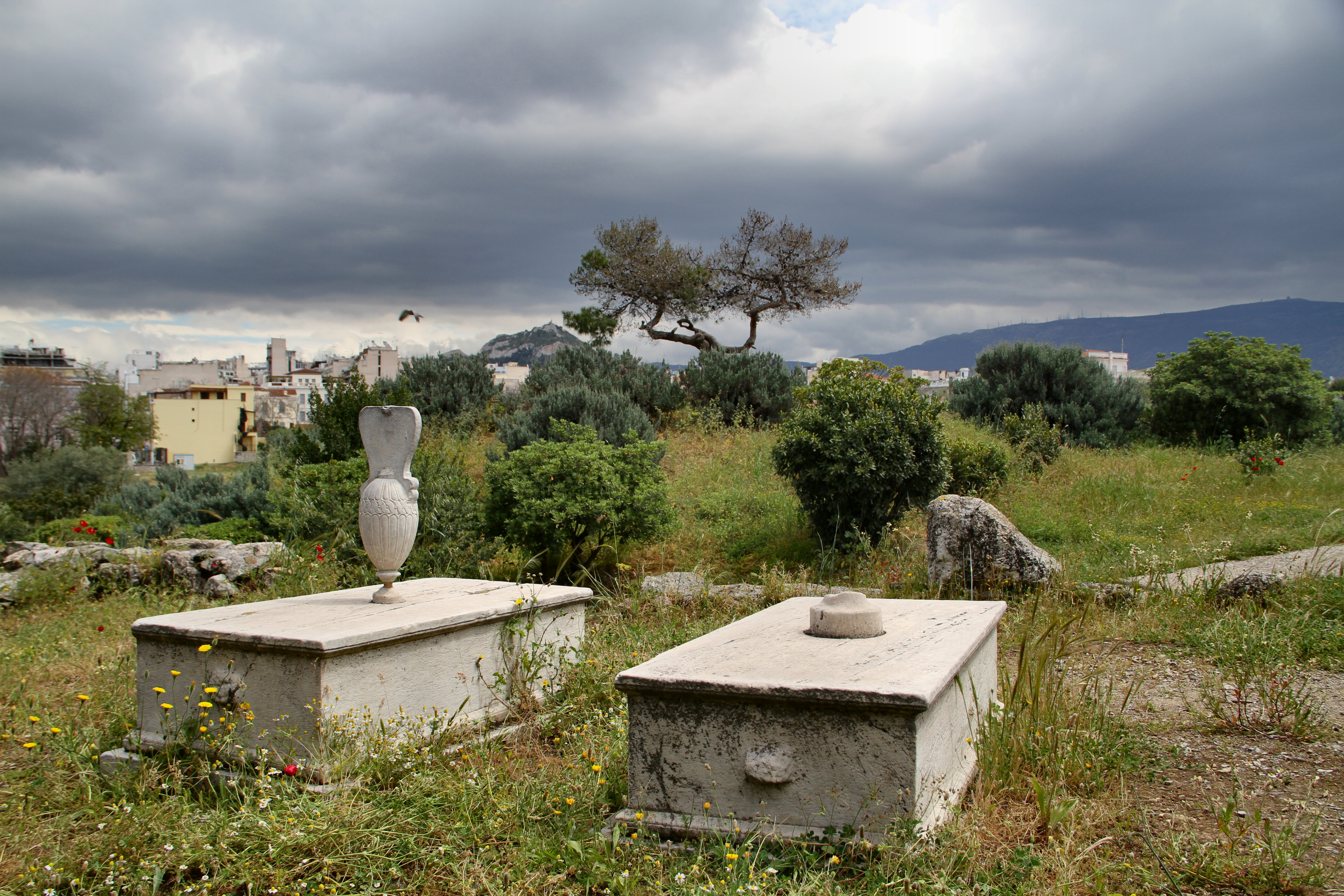
Trapezai auf dem Kerameikos von Athen

Trapeza (altgriechisch τράπεζα „Vierfüßer“, Plural τραπέζαι trapezai) bezeichnet im Kontext der griechischen Religion ein Opfer. Die Bedeutung stützt sich auf das altgriechische Trapeza, auf die die Opfergaben gestellt wurden. Trapeza ist hauptsächlich auf Inschriften des 5. und 4. Jahrhunderts v. Chr. überliefert.

## Andere Bezeichnungen
Trapezomata bezeichnet Opfer, bei denen rohes Fleisch auf den Gabentisch gelegt wurde. Der Begriff ist sehr selten. Als früheste Überlieferung könnte eine Inschrift aus dem 4. Jahrhundert v. Chr. stammen, eine weitere von einer Inschrift aus Pergamon, datiert auf 133 v. Chr. Der Begriff bezieht sich auf alle Gaben, die auf den Tisch gestellt wurden. Auf den Inschriften diente der Begriff zur Bestimmung des Anteils, der an den Priester ging.

## Definition
Trapeza bezeichnet ein preiswertes Opfer an Götter und Heroen. Der Begriff bezog sich auf die Gaben auf dem Tisch. Oftmals war das Opfer an Heroine gerichtet. In anderen Fällen wurde es als Nebenopfer einer Thysia erwähnt, von der Stücke des Tieropfers zu den Gaben einer Trapeza hinzugefügt wurden. Trapeza hatte dabei die Bedeutung einer Bereicherung des Hauptopfers. Auf dem Tisch wurden Gaben wie Getreide, Früchte, Kuchen, rohes und gebratenes Fleisch geweiht, die der Priester oder die Priesterin gewöhnlich nach Beendigung des Opfers als Belohnung an sich nehmen konnte. Trapeza ist hauptsächlich durch Inschriften aus dem 5. und 4. Jahrhundert v. Chr. überliefert.

## Abgrenzung
siehe Theoxenie

## Ritual
Das Ritual begann bereits mit der Vorbereitung einer Trapeza. Zeitweise war die Vorbereitung sogar der Höhepunkt und Schwerpunkt von
einem Fest, das Opfergaben und andere Riten einschloss. Die Vorbereitung des Tisches könnte als Einladung an den Helden als Ehrengast verstanden werden. Die Opfergaben auf dem Tisch gingen wahrscheinlich an den Priester oder Priesterin und wurden anschließend gegessen.
Trapezai wurden vielfach als Bereicherung des Hauptopfers, einer Thysia, ausgeführt. So sind vom Kalender von Marathon mehrere Fälle überliefert, bei denen der Held sowohl ein Schaf als auch eine Trapeza erhielt. Die Bedeutung eines Nebenopfers kommt im Preis zum Vorschein. Ein Schaf kostete 12 Drachmen und eine Trapeza 1 Drachme.

## Opfergaben
Die Gaben einer Trapeza wurden meistens nicht genauer aufgeführt. Einzig, wenn Fleisch vom Hauptopfer den Gaben auf dem Tisch beigefügt wurde, ist dieser Zusatz erwähnt. Ausgehend von überlieferten Details für eine Theoxenie, deren Weihgeschenke ebenfalls auf einen Tisch gestellt wurden, könnten die Gaben einer Trapeza aus Getreide, Früchte, Kuchen und Fleisch bestanden haben.

## Empfänger
Trapeza ist für Götter, Heroen und im Besonderen für Heroinen überliefert. Wenn eine Thysia und eine Trapeza für verschiedene Empfänger und Empfängerinnen zur gleichen Zeit ausgeführt wurden, erhielten gewöhnlich die weniger wichtigen eine Trapeza, während die Thysia der mächtigeren Gottheit vorbehalten war.
Im Opferkalender von Thorikos, auf dem insgesamt 23 Opfer für Heroen aufgeführt sind, sind 6 davon Trapezai. Die Trapezai gingen allesamt an Heroine, die zum Teil nicht einmal mit einem eigenen Namen aufgeführt waren, sondern schlicht als Heroine des entsprechenden Helden bezeichnet waren. Als Vergleich erhielten Gottheiten im gleichen Kalender 31 Opfer und kein einziges davon war eine Trapeza.

## Quellenlage

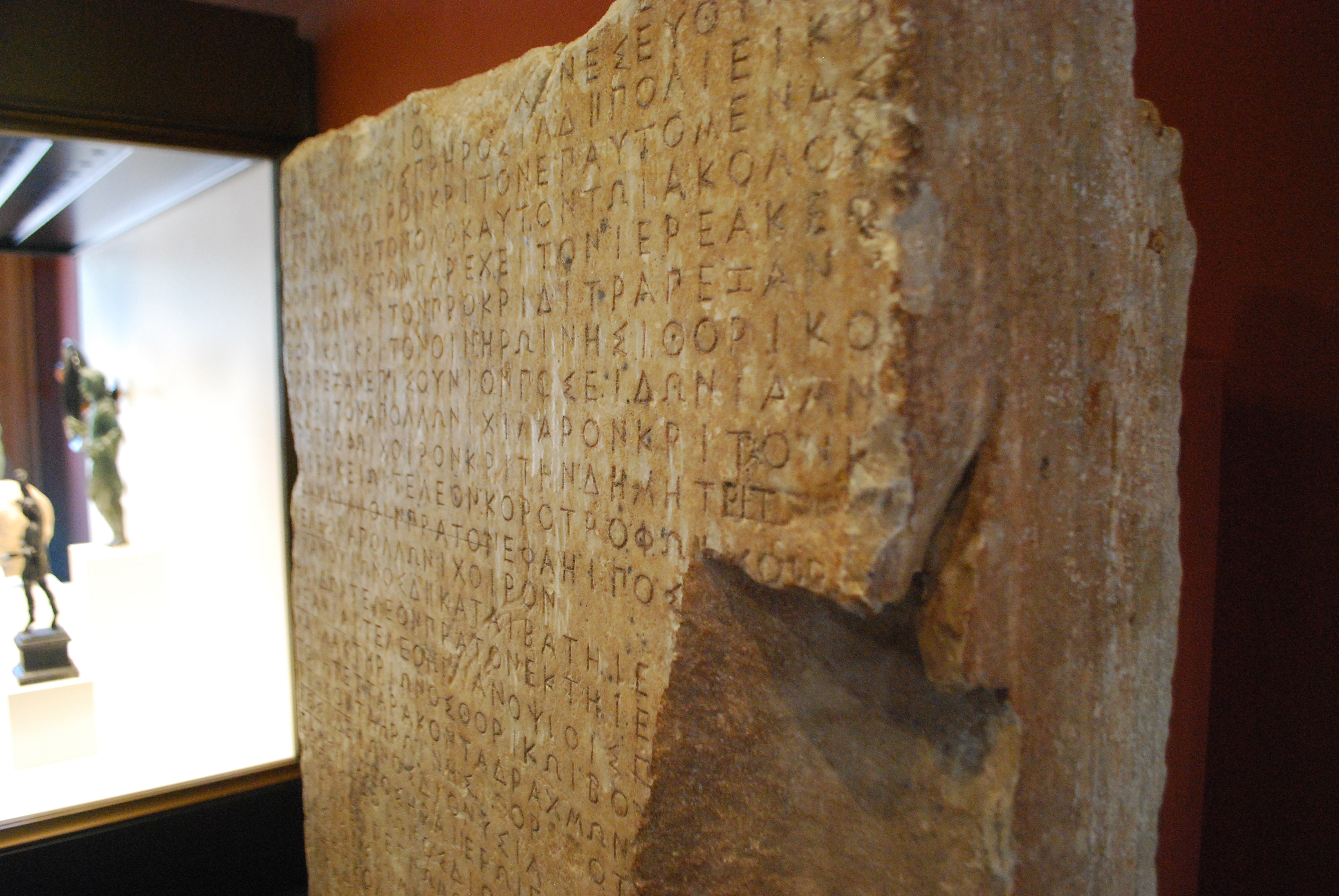
Auszug aus dem Opferkalender von Thorikos, 430 v. Chr.